# 孙向东
孙向东（1968年9月—），男，汉族，湖北安陆人，中华人民共和国政治人物，中国人民解放军空军少将，现任中国共产党第二十届中央委员会候补委员，解放军空降兵军军长。